# ایلیا نستوروفسکی
ایلیا نستوروفسکی (مقدونی: Илија Несторовски؛ زادهٔ ۱۲ مارس ۱۹۹۰) بازیکن فوتبال اهل مقدونیه شمالی است.

## باشگاهی
از باشگاه‌هایی که در آن بازی کرده‌است می‌توان به ویکتوریا ژیژکوف، پالرمو و اودینزه اشاره کرد.
وی همچنین در تیم ملی فوتبال مقدونیه شمالی بازی کرده‌است.